# Tanacetum mucronulatum
Tanacetum mucronulatum là một loài thực vật có hoa trong họ Cúc. Loài này được (Hoffmanns. & Link) Heywood miêu tả khoa học đầu tiên năm 1958.